# Standard Steel Car Company

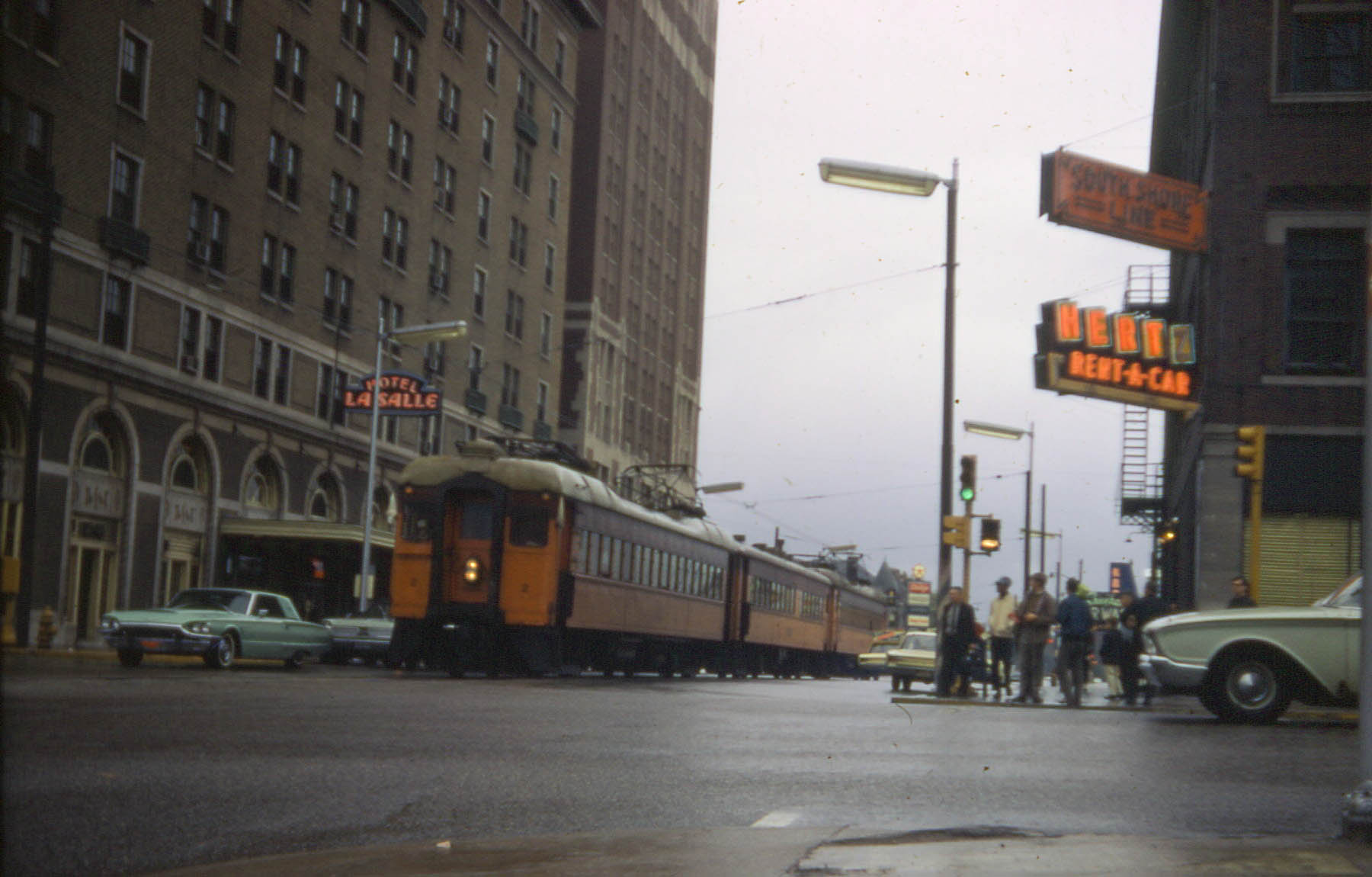
Schienenfahrzeug, 1967 aufgenommen

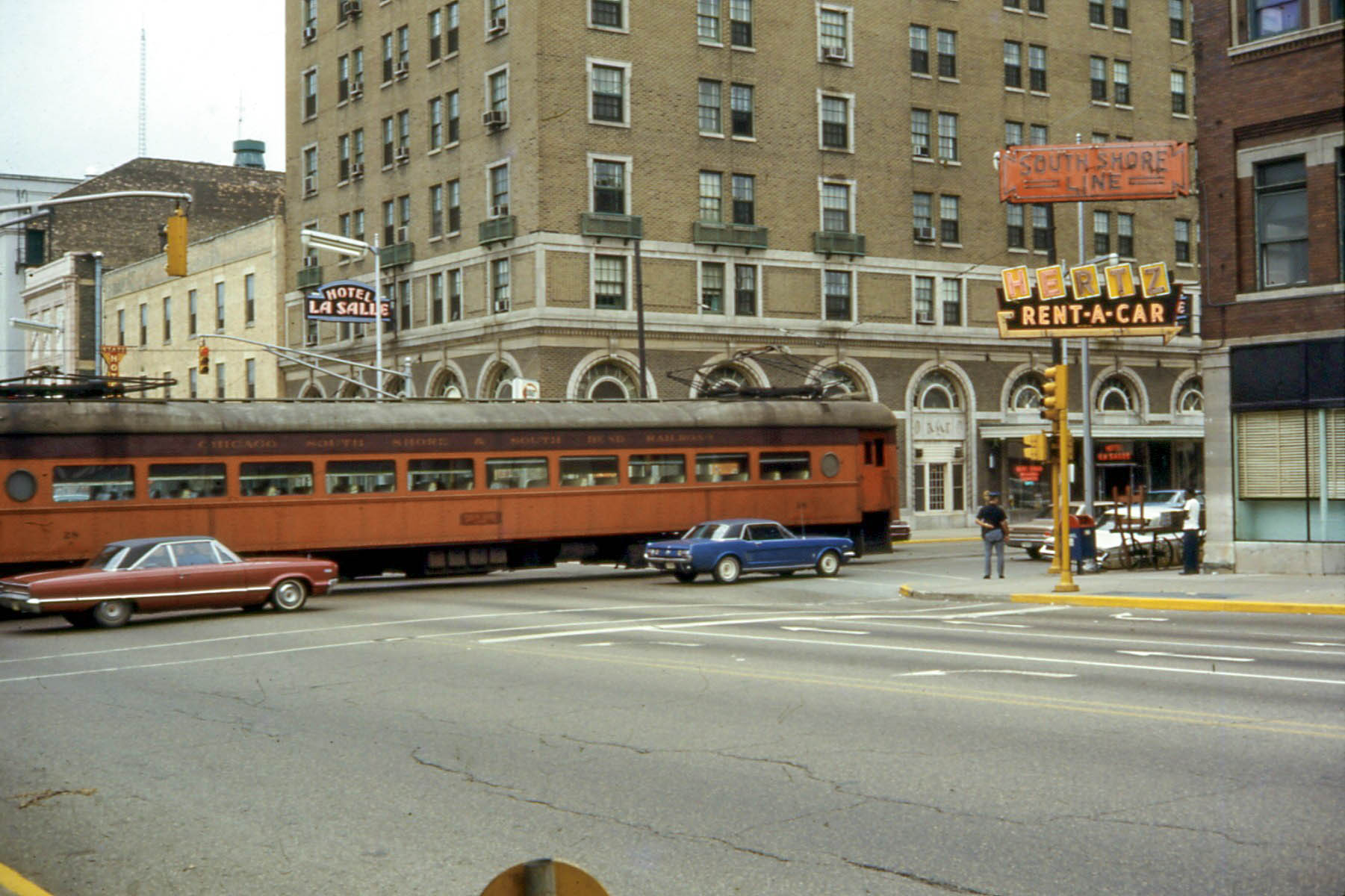
Schienenfahrzeug, 1968 aufgenommen

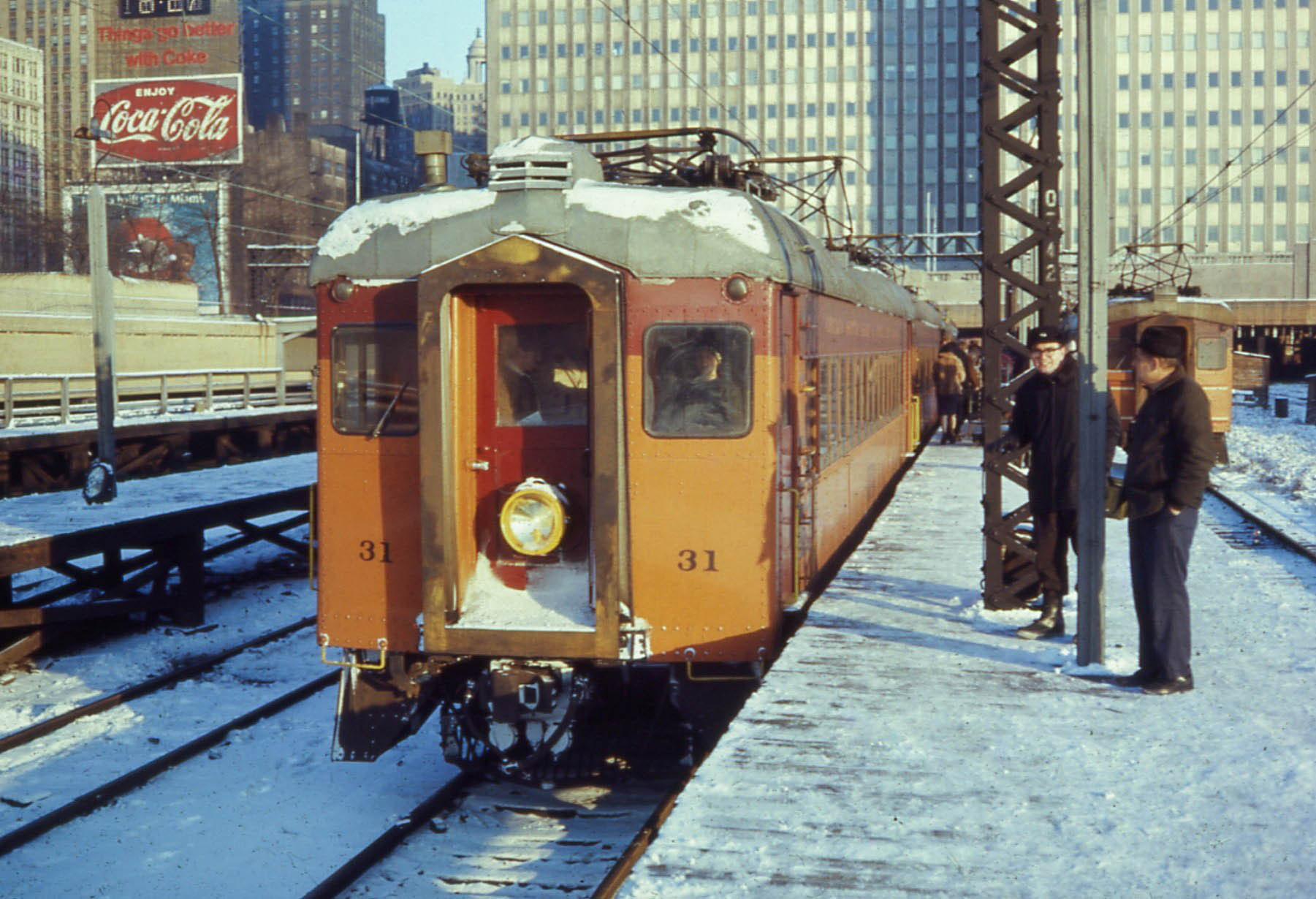
Schienenfahrzeug, 1968 aufgenommen

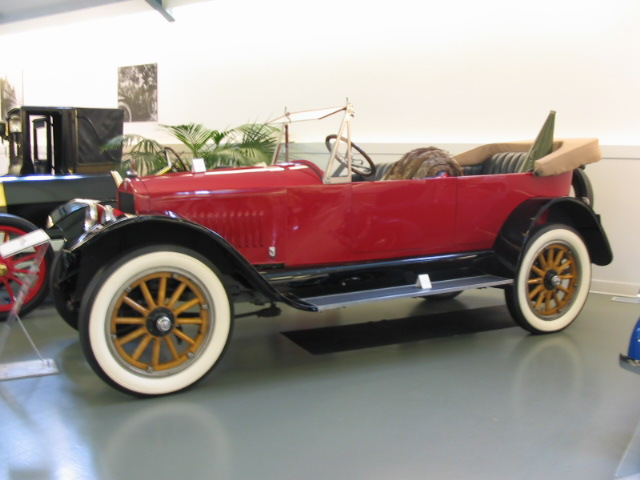
Auto von Standard Steel

Standard Steel Car Company war ein US-amerikanischer Hersteller von Eisenbahnwagen und Automobilen.

## Unternehmensgeschichte
Das Unternehmen wurde von James Buchanan Brady und John M. Hansen, die beide zuvor bei der Pressed Steel Car Company beschäftigt waren, 1902 in Butler in Pennsylvania gegründet. Hauptsächlich stellte es Eisenbahnwagen her. 1912 wurden die Middletown Car Works übernommen und als eigenständige Tochtergesellschaft mit dem Namen Middletown Car Company weiterbetrieben.
Im Sommer 1913 wurde ein neues Werk zur Produktion von Automobilen angekündigt. 1914 entstanden die ersten Prototypen. Die Serienfertigung begann 1915. Der Markenname lautete Standard. Im Januar 1921 traten Bankleute aus New York ins Unternehmen ein. Darunter war Don C. McCurd, der vorher bei American Mercedes, Flanders und Willys tätig war. Er führte eine Reorganisation der Automobilabteilung durch, die zur Firmierung Standard Motor Car Company führte. 1923 zog sich Standard Steel aus der Automobilbranche zurück. McCurd stellte noch bis Ende 1923 Automobile her. Insgesamt entstanden über 14.000 Kraftfahrzeuge. In dem Werk war später die American Austin Car Company tätig.
1930 kam es zum Zusammenschluss mit der Pullman Palace Car Company.

## Kraftfahrzeuge
1914 gab es nur den Six. Er hatte einen Sechszylindermotor, der mit 38 PS angegeben war. Das Fahrgestell hatte 320 cm Radstand. Einziger Aufbau war ein offener Tourenwagen.
Von 1915 bis 1916 war der Six als fünfsitziger Tourenwagen, dreisitziger Runabout und siebensitzige Limousine erhältlich. Dazu kam der Eight. Er hatte einen V8-Motor, der mit 29 PS angegeben war. Der Radstand betrug 307 cm. Zur Wahl standen ein siebensitziger Tourenwagen und ein dreisitziger Roadster.
1917 bestand das Sortiment aus zwei unterschiedlichen Achtzylindermodellen. Das Model E hatte einen Motor mit 29,3 PS, einen Radstand von 307 cm und Aufbauten als fünfsitziger Tourenwagen und viersitziger Roadster. Das Model F war etwas stärker motorisiert und länger. Der Motor war mit 33,8 PS angegeben. Der Radstand maß 323 cm. Ihn gab es als zweisitzigen Roadster sowie als Tourenwagen, Limousine und Open Sedan, jeweils mit sieben Sitzen.
1918 entfiel das kleinere Modell. Das größere wurde nun Model G genannt. Überliefert sind Tourenwagen und Limousine mit sieben Sitzen, Roadster mit zwei und vier Sitzen und ein Coupé mit drei Sitzen.
1919 bestand die einzige Änderung darin, dass das Coupé nun Platz für vier Personen bot.
1920 folgte das Model I. Der Motor leistete 70 PS. Radstand und Aufbauten änderten sich nicht.
1921 wurde aus dem viersitzigen Roadster ein viersitziger Speedster.
Von 1922 bis 1923 wurde das Fahrzeug Model II genannt. Im Angebot standen Tourenwagen, Limousine und Vestibule Sedan mit sieben Sitzen, Sport, Coupé und Sedanette mit vier Sitzen und ein Roadster mit zwei Sitzen.
1923 wurde ein Modell mit einem Vierzylindermotor angekündigt, das allerdings nicht mehr auf dem Markt erschien.

## Modellübersicht
| Jahr      | Modell   | Zylinder | Leistung (PS) | Radstand (cm) | Aufbau |
| --------- | -------- | -------- | ------------- | ------------- | --- |
| 1914      | Six      | 6        | 38            | 320           | Tourenwagen |
| 1915–1916 | Six      | 6        | 38            | 320           | Tourenwagen 5-sitzig, Runabout 3-sitzig, Limousine 7-sitzig                                                                               |
| 1915–1916 | Eight    | 8        | 29            | 307           | Tourenwagen 7-sitzig, Roadster 3-sitzig                                                                                                   |
| 1917      | Model E  | 8        | 29,3          | 307           | Tourenwagen 5-sitzig, Roadster 4-sitzig                                                                                                   |
| 1917      | Model F  | 8        | 33,8          | 323           | Tourenwagen 7-sitzig, Open Sedan 7-sitzig, Limousine 7-sitzig, Roadster 2-sitzig                                                          |
| 1918      | Model G  | 8        | 33,8          | 323           | Tourenwagen 7-sitzig, Limousine 7-sitzig, Roadster 2-sitzig und 4-sitzig, Coupé 3-sitzig                                                  |
| 1919      | Model G  | 8        | 33,8          | 323           | Tourenwagen 7-sitzig, Roadster 2-sitzig und 4-sitzig, Coupé 4-sitzig, Limousine 7-sitzig                                                  |
| 1920      | Model I  | 8        | 70            | 323           | Roadster 2-sitzig und 4-sitzig, Tourenwagen 7-sitzig, Limousine 7-sitzig, Coupé 4-sitzig                                                  |
| 1921      | Model I  | 8        | 70            | 323           | Roadster 2-sitzig, Speedster 4-sitzig, Tourenwagen 7-sitzig, Limousine 7-sitzig, Coupé 4-sitzig                                           |
| 1922–1923 | Model II | 8        | 70            | 323           | Tourenwagen 7-sitzig, Sport 4-sitzig, Roadster 2-sitzig, Coupé 4-sitzig, Sedanette 4-sitzig, Limousine 7-sitzig, Vestibule Sedan 7-sitzig |

## Produktionszahlen
| Jahr  | Produktionszahl |
| ----- | --------------- |
| 1915  | 1.133           |
| 1916  | 1.536           |
| 1917  | 2.318           |
| 1918  | 2.123           |
| 1919  | 1.115           |
| 1920  | 2.128           |
| 1921  | 2.210           |
| 1922  | 1.216           |
| 1923  | 483             |
| Summe | 14.262          |

Quelle:

## Übersicht über Pkw-Marken aus den USA, die mitStandardbeginnen
| Marke       | Hersteller                                   | Vermarktungsbeginn | Vermarktungsende | Ort, Bundesstaat           |
| ----------- | -------------------------------------------- | ------------------ | ---------------- | -------------------------- |
| Standard    | Boston Automobile Company                    | 1900               | 1900             | Bar Harbor, Maine          |
| Standard    | Standard Motor Vehicle Company (New Jersey)  | 1900               | 1901             | Camden, New Jersey         |
| Standard    | Standard Motor Vehicle Company (Kalifornien) | 1901               | 1902             | Oakland, Kalifornien       |
| Standard    | Standard Motor Construction Company          | 1904               | 1905             | Jersey City, New Jersey    |
| Standard    | St. Louis Car Company                        | 1910               | 1911             | St. Louis, Missouri        |
| Standard    | Standard Car Manufacturing Company           | 1911               | 1915             | Jackson, Michigan          |
| Standard    | Standard Engineering Company                 | 1914               | 1914             | Chicago, Illinois          |
| Standard    | Standard Steel Car Company                   | 1914               | 1923             | Butler, Pennsylvania       |
| Standard GE | Standard Gas Electric Power Company          | 1909               | 1910             | Philadelphia, Pennsylvania |